# Grandes Bêtes
Les Grandes Bêtes sont un groupe informelles d'entités créées par Marvel Comics (John Byrne).
Elles firent leur apparition au fur et à mesure dans la série Alpha Flight, servant d'antagonistes à l'équipe canadienne du même nom.

## Origines
Les Grandes Bêtes sont aussi nommées les Dieux de l'Ancienne Nuit, et leurs pouvoirs sont peu connus.
Puissantes créatures extra-dimensionnelles ayant plusieurs fois cherché à s'emparer de la Terre, elles devinrent des incarnations de la Mort alors que l'Humanité n'était pas encore maître de la planète.
Les Bêtes sont constituées de tempêtes d'énergie mystique, consommant tout ce qui se trouve sur leur chemin. Elles sont incontrôlables des mortels.
Elles furent piégées il y a plusieurs millénaires par les Dieux du Nord dans une autre dimension, mais la magie protectrice s'amenuisa peu à peu. Les Dieux du Nord sacrifièrent leur liberté pour les contenir, et chaque camp se retrouva isolé de la Terre.
Dans leur Royaume, ils pillèrent et engendrèrent destruction, corruption et putréfaction.
La première bête ayant pu s'échapper de la barrière mystique fut Ranaq, il y a plus de 100 ans, par l'intermédiaire d'un homme qui voulait utiliser son pouvoir. La Division Alpha, lors d'un voyage temporel, le battit et le força à retourner dans sa dimension.
La seconde Bête à revenir sur Terre fut Tanaraq, quand Walter Langkowski expérimenta les rayons Gamma pour devenir un deuxième Hulk. Walter pouvait alors prendre la forme physique du monstre, jusqu'au jour où il fut affecté et ne put contenir sa volonté bestiale. Harfang fut obligé de tuer le monstre et par conséquent son partenaire.
Tundra se libéra avant la mort de Langkowski, grâce à Richard Easton, le père humain de Harfang devenu fou. Peu de temps après, Kolomaq se libéra aussi mais la demi-déesse le vainquit.
La Division Alpha s'aventura dans le Royaume des Bêtes à la recherche de l'âme de Walter. Là, ils rencontrèrent les autres citoyens : Kariooq, Somon et Tolomaq.
Quatre des Bêtes revinrent une fois sur Terre à la suite d'une brèche de la barrière. Box provoqua une puissante explosion qui les renvoya au Royaume.
Il semble que les Bêtes doivent être vaincues dans les 20 minutes après leur arrivée sur Terre, ou elles ont assez de temps pour aspirer l'énergie de la planète et deviennent invincibles.

## Les Grandes Bêtes
- Tanaraq (Uncanny X-Men #120)

- Tundra la bête des terres (Alpha Flight vol.1 #1)

C'est la première Grande Bête rencontrée par la Division, invoquée par le père mortel de Harfang, à partir de la terre boueuse du Canada. Il peut invoquer des nuées de moustiques, lancer des rochers sortis de son gigantesque corps, accroitre sa taille en absorbant la terre environnante, et provoquer des séismes. Il est vaincu par Marrina et Shaman. Il est le grand rival de  Kariooq.
- Kolomaq la Bête des neiges (Alpha Flight vol.1 #6)

Sorte de yéti masqué capable de manipuler l'énergie et de créer de puissants blizzards aveuglants, le plus féroce des monstres fut piégé par la demi-déesse Harfang dans un éboulement.
- Ranaq le Dévoreur (Alpha Flight vol.1 #18)

Tas informe lévitant, constitué de crocs jaunes et d'yeux rouges, il fut invoqué par des chercheurs d'or et les posséda. Selon Shaman, il est le plus faible des Grandes Bêtes. Piégé dans un corps humain, il fut tué par une simple balle.
- Kariooq le Corrupteur (Alpha Flight vol.1 #24)

Géant au corps verdâtre et putréfié, il ne craint que ce qui préserve, comme la glace, et il voit Tundra comme un rival.
- Somon le Grand Artificier (Alpha Flight vol.1 #24)

Vieil humanoïde aux longs bras et à la tête cornue, il est le plus ancien des Grandes Bêtes, mais aussi un des plus fragiles. Il utilise un bâton lui permettant de contrôler ses congénères et de manipuler le Royaume des Grandes Bêtes, la dimension d'origine des entités. Très intelligent, c'est un maître de la manipulation et de la projection astrale, qui lui suffit pour tuer d'un simple contact. Il fut vaincu par Harfang.
- Tolomaq la Bête de feu (Alpha Flight vol.1 #24)

Composé de matière décomposée enflammée prenant la forme d'une colonne surmontée d'un visage noir, Tolomaq est une Bête mineure.
- Neooqtoq le Ravageur (Incredible Hercules #119)

Harfang prit la forme de cette entité pour protéger ses alliés de leurs adversaires Skrulls, lors de la Secret Invasion.